# PHOTOMOD
PHOTOMOD (ЦФС PHOTOMOD, Фотомод) — первая разработанная в России цифровая фотограмметрическая система. Применяется для фотограмметрической обработки данных дистанционного зондирования Земли. По состоянию на 2014 год это единственная поддерживаемая в актуальном состоянии ЦФС в России, не уступающая зарубежным аналогам.

## История
- Первая версия ЦФС PHOTOMOD была выпущена в 1994 году коллективом выпускников Московского физико-технического института[4]. Функционал программы ограничивался ориентированием одиночных стереопар, стереовизуализацией и поиском соответственных точек на паре снимков.
- 1995 год — добавлен модуль DTM для построения и редактирования цифровых моделей рельефа.
- 1996 год — появление модуля StereoDraw, предназначенного для трехмерной векторизации в стереорежиме.
- 1997 год — добавлен модуль ScanCorrect для калибровки планшетных сканеров.
- 1999 год — добавлены модуль AT для проведения триангуляция и уравнивания.
- 2001 год — возможность обработки космических сканерных снимков.
- 2002 год — модуль Mosaic для построения ортофотопланов.
- 2004 год — появление программы PHOTOMOD Radar для обработки данных дистанционного зондирования Земли, полученных радиолокаторами с синтезированной апертурой антенны.
- 2005 год — выпуск программы PHOTOMOD GeoMosaiс.
- 2010 год — создание версии для использования на высокопроизводительных вычислительных кластерах[5].
- 2009 год — добавление возможности создания трехмерных моделей в программном модуле 3D-Mod[6].
- 2011 год — выпуск программы PHOTOMOD Conveyor.
- 2013 год — выпущена китайская локализация системы[7].
- 2014 год — перевод системы PHOTOMOD на новую платформу. Полная 64 битная версия.

## Продукты
Семейство продуктов PHOTOMOD состоит из цифровой фотограмметрической системы PHOTOMOD и программ: PHOTOMOD GeoMosaic, PHOTOMOD UAS, PHOTOMOD Radar, PHOTOMOD Conveyor, PHOTOMOD Lite.
Выходными продуктами ЦФС PHOTOMOD являются: пространственная фототриангуляция, цифровые модели рельефа и местности, двумерные и трехмерные вектора, ортофотопланы, 3D-модели, цифровые карты.
Фотограмметрические продукты используются в таких прикладных областях как: картография, геодезия, археология, строительство, кадастр, лесном хозяйстве, изучении небесных тел, биологических исследованиях.
ЦФС PHOTOMOD, как и многие другие цифровые фотограмметрические станции, состоит из 10 основных программных компонентов. Каждый компонент системы предназначен для выполнения определённых операций на различных этапах обработки данных.
В состав системы входит управляющая оболочка PHOTOMOD Core и 10 основных компонентов:
- PHOTOMOD AT — построение сети фототриангуляции[18]
- PHOTOMOD SolverA — уравнивание сетей фототриангуляции для снимков в центральной проекции
- PHOTOMOD SolverS — уравнивание сетей фототриангуляции для сканерных снимков
- PHOTOMOD DTM — построение цифровых моделей рельефа
- PHOTOMOD dDSM — построение плотной модели поверхности
- PHOTOMOD StereoDraw — стереовекторизация и трехмерное моделирование
- PHOTOMOD 3D-Mod — построение и отображение трехмерных моделей местности
- PHOTOMOD Mosaic — построение ортофотопланов
- ГИС «Панорама Мини» — создание цифровых карт местности (в монорежиме)
- PHOTOMOD ScanCorrect — геометрическая калибровка планшетных сканеров

## Использование в вузах
ЦФС PHOTOMOD используется в нескольких десятков вузов России при обучении цифровой фотограмметрии. Является основной фотограмметрической системой в МИИГАиК, СГГА, ГУЗ, ИРНИТУ, ПГК и в некоторых других высших и средних учебных заведениях.

## Международная конференция пользователей
С 2001 года проводится международная конференция пользователей PHOTOMOD. C 2007 года переименована в Международную научно-техническую конференцию «От снимка к карте: цифровые фотограмметрические технологии».